# Маслеша, Веселин
Веселин Маслеша (серб. Veselin Masleša, 20 апреля 1906—14 июня 1943) — югославский (боснийский серб) революционер, публицист, журналист и переводчик. Народный герой Югославии. Погиб в битве на Сутьеске.

## Биография
Его именем были названы сараевское издательство, народная библиотека в Лакташи и школа в Белграде.